# Atraphaxis compacta
Atraphaxis compacta là một loài thực vật có hoa trong họ Rau răm. Loài này được Ledeb. mô tả khoa học đầu tiên năm 1830.